# Duncan Edwards
Duncan Edwards (n. 1 octombrie 1936, Dudley, Anglia, Regatul Unit – d. 21 februarie 1958, München, RFG) a fost un fotbalist englez. Născut în Dudley, West Midlands, a semnat cu Manchester United în iunie 1952 ca amator, devenind profesionist pe 1 octombrie 1953. A făcut parte din Busby Babes, aripa tânără a lui Manchester United, formată de antrenorul Matt Busby la mijlocul anilor '1950, și a fost unul din cei opt fotbaliști decedați în urma Dezastrului aerian de la München. Cei care l-au văzut pe Edwards jucând pretind că ar fi putut ajunge unul dintre cei mai mari fotbaliști din istoria jocului.

## Cariera
Pe 4 aprilie 1953, a devenit cel mai tânăr fotbalist care a jucat în prima divizie engleză, debutând în meciul lui Manchester United cu Cardiff City. A devenit apoi o figură centrală a Busby Babes. La vârsta de 18 ani și 183 de zile, a debutat pe plan internațional într-un meci Anglia-Scoția, pe 2 aprilie 1955, devenind astfel cel mai tânăr debutant în naționala Angliei de după al doilea război mondial. Recordul lui a rezistat timp de 43 de ani, până când Michael Owen a debutat pentru Anglia în 1998. Recordul a fost din nou doborât de Wayne Rooney, și apoi de Theo Walcott. Edwards a jucat în 175 de meciuri pentru Manchester United, marcând 21 de goluri, și 18 meciuri pentru naționala Angliei, unde a marcat 5 goluri.